# 查雲標
查雲標（1661年—1733年），字學菴，号勉耘，浙江杭州府海宁县人，清朝政治人物。

## 生平
邑廪生，康熙三十七年拔贡，中四十七年（1708年）戊子科順天鄉試經魁；康熙五十一年（1712年），登壬辰科會試第十三名，二甲十五名進士，授內閣中書舍人。敕授文林郎，升禮部主客清吏司主事，例授奉直大夫，告歸。生于順治十八年辛丑五月初二日，卒于雍正十一年癸丑十月初九日，寿七十有三。与父合葬馬家橋。

## 家族
父查善继，以子貴敕贈文林郎；母沈氏，贈孺人。娶董氏，封宜人。子三：查震、查復、查鼎。